# Mercyful Fate
Mercyful Fate — датская хеви-метал-группа. Основатель и вокалист — Ким Петерсен, более известный как King Diamond.

## История
Группа Mercyful Fate была основана в 1980 году в Копенгагене из остатков группы Хенка Шермана Brats и Кинга Даймонда Black Rose. Уже в начале 1982 года одна из записей группы попала на сборник Metallic Storm (Ebony Records), а в конце года нидерландский лейбл Rave On выпустил их первый мини-альбом Mercyful Fate. Спустя короткое время, группа выпускает легендарные альбомы Melissa (1983) и Don't Break the Oath (1984) и начинает турне по Соединённым Штатам, в ходе которого участники ссорятся между собой и группа распадается. King Diamond уходит и основывает с бывшими участниками Тими Хансеном и Михаелем Деннером группу под собственным именем. Хенк Шерман также продолжает карьеру музыканта и основывает группу Fate.
Однако в июле 1992 года все участники (кроме Kim Ruzz) снова собираются вместе, подписывают контракт с американским лейблом Metal Blade Records и записывают альбом In the Shadows (вышел в 1993 году). В записи песни Return of the Vampire участвует барабанщик Metallica Ларс Ульрих. До 1999 года группа записала пять следующих альбомов и сменила весь состав кроме King Diamond и Шермана.
С тех пор группа не записывала и не выпускала ни одной песни, однако в интервью финскому порталу HardcoreSounds King Diamond заявил в марте 2008 года, что Mercyful Fate ни в коем случае не распалась, и что

«Еще не всё кончено, по крайней мере для меня».
Оригинальный текст (англ.)It's definitely not finished, at least in my book.

В 1998 году Metallica выпустила попурри Mercyful Fate на альбоме Garage Inc., состоящий из пяти песен группы Mercyful Fate:
- Satan’s Fall,
- Curse of the Pharaohs,
- A Corpse without Soul,
- Into the Coven
- Evil

В 2008 году Mercyful Fate в составе на 4/5 соответствующий оригинальному 1982 года (за ударными место занял Bjarne T. Holm) записали новые версии песен «Evil» и «Curse Of The Pharaohs» для игры Guitar Hero: Metallica. В игру вошла первая песня — «Evil». 1 сентября 2009 года был выпущен виниловый сингл с обеими песнями, а также они доступны на ITunes.
В 2019 году было объявлено о новом реюнионе Mercyful Fate, запланированном на лето 2020 года, которое не состоялась из-за пандемии коронавируса. Бас-гитарист Тими Хансен не был указан в составе. Как признался сам музыкант, причиной послужило состояние его здоровья, ухудшившееся в результате длительной борьбы с раком. 4 ноября 2019 г. Тими Хансен скончался от онкологического заболевания в возрасте 61 года.

## Участники

### Текущий состав
- King Diamond — вокал, клавишные
- Mike Wead (Микаель Викстрём) — гитара
- Hank Shermann (Рене Крольмарк) — гитара, бас-гитара
- Bjarne T. Holm (Боб Лэнс) — ударные
- Шарли Д’Анджело — бас-гитара

### Бывшие участники
- Timi Hansen — бас-гитара (умер в 2019 году)
- Michael Denner — гитара
- Kim Ruzz — ударные
- Сноуи Шоу — ударные

### Сессионные музыканты
- Ларс Ульрих — ударные

## Дискография
Студийные альбомы
- 1983: Melissa
- 1984: Don't Break the Oath
- 1993: In the Shadows
- 1994: Time
- 1996: Into the Unknown
- 1998: Dead Again
- 1999: 9

Мини-альбомы
- 1982: Mercyful Fate
- 1994: The Bell Witch

Компиляции
- 1987: The Beginning
- 1992: Return of the Vampire (The Rare and Unreleased)
- 1992: A Dangerous Meeting
- 2003: The Best of Mercyful Fate